# Nanna Christiansen
Nanna Christiansen (17 giugno 1989) è una calciatrice danese, centrocampista del Brøndby e della nazionale danese.

## Carriera

### Club

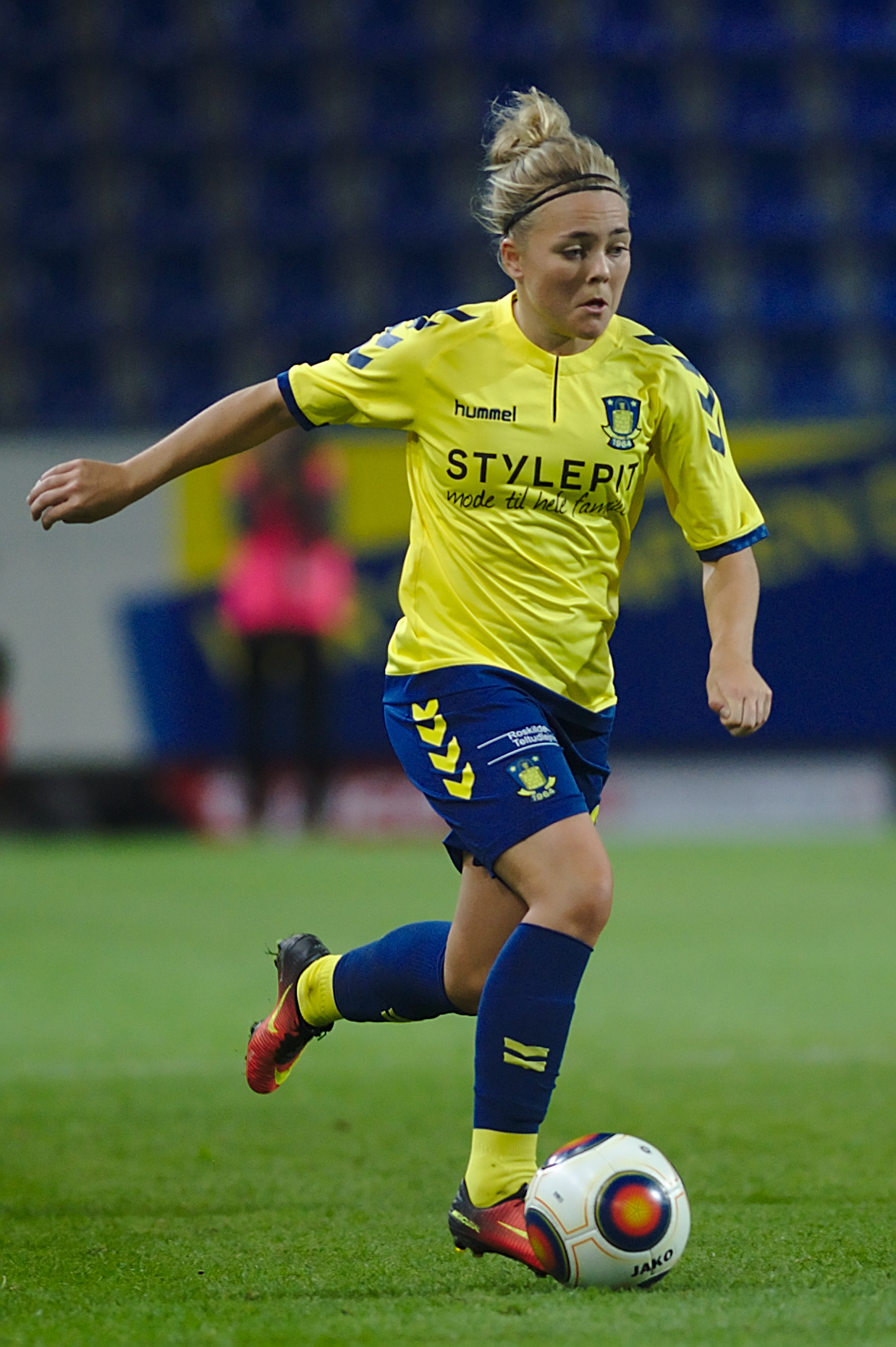
Christiansen nel 2016 con la maglia del in Champions League

Inizia a giocare a calcio a 8 anni, nel 1997, con lo Skjold, dove rimane per 10 anni, venendo eletta nel 2006 miglior giovane talento del calcio femminile danese dalla DBU, che aveva istituito il riconoscimento proprio in quell'anno.
Nel 2007 si trasferisce al Brøndby, dove rimane per lungo tempo, con l'unica eccezione della stagione 2013-2014, nella quale gioca nel B93/HIK/Skjold. Con le gialloblu vince 5 campionati (2008, 2012, 2013, 2015 e 2017) e 5 Coppe di Danimarca (2011, 2012, 2013, 2015 e 2017). Partecipa inoltre alla Champions League, nella quale ottiene come miglior risultato la semifinale del 2015, dove le danesi vengono travolte dall'1. FFC Francoforte, poi vincitore del torneo.

### Nazionale

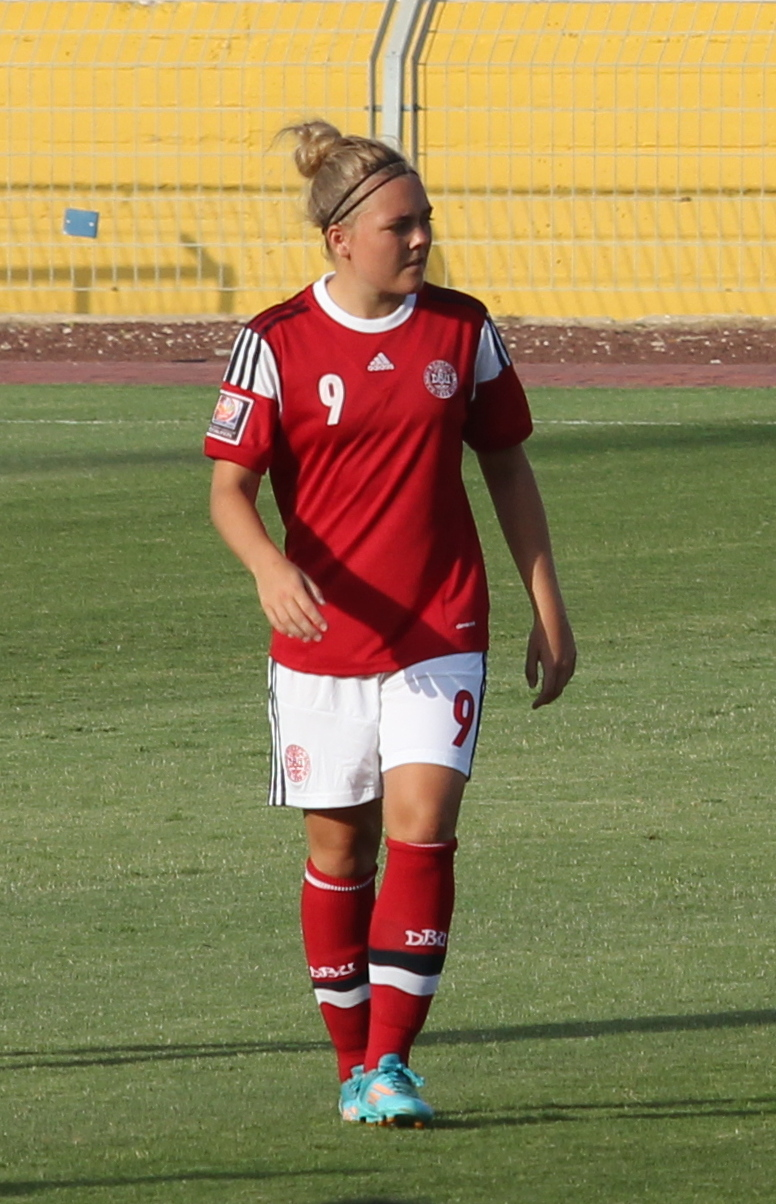
Christiansen nel 2014 con la nazionale danese

Inizia a giocare con le nazionali giovanili danesi a 16 anni, nel 2005, anno in cui ottiene 8 presenze e 5 gol in Under-17. Nello stesso anno passa in Under-19, dove verrà utilizzata con continuità fino al sopraggiunto limite d'età, nel 2008, chiudendo con 36 partite giocate e 22 reti, e la partecipazione a due Europei di categoria: quello del 2006 in Svizzera, dove viene eliminata in semifinale dalla Francia, poi sconfitta in finale, e quello del 2007 in Islanda, in cui esce al girone. Nel 2009, infine, gioca due amichevoli con l'Under-23.
Sempre nel 2009, a 20 anni, debutta in nazionale maggiore, nella sfida del 4 marzo di Algarve Cup contro gli Stati Uniti, persa per 2-0, nella quale entra al 72' al posto di Cathrine Paaske-Sørensen.
Nello stesso anno viene convocata dal CT Kenneth Heiner-Møller per l'Europeo in Finlandia, dove non viene però mai utilizzata; la Danimarca esce nel girone.
Il 23 gennaio 2010 segna per la prima volta in nazionale, realizzando una doppietta nel 2-1 sul Cile in un torneo giocato proprio nel paese sudamericano, a Coquimbo.
Nel 2013 partecipa di nuovo agli Europei, in Svezia, arrivando in semifinale, dove le danesi sono eliminate ai rigori dalla Norvegia, poi finalista perdente: Christiansen gioca una gara, il pareggio nel girone contro la Finlandia.
Anche il nuovo CT Nils Nielsen la convoca per la rassegna continentale 2017 nei Paesi Bassi, dove viene utilizzata in tre gare, con le danesi che arrivano in finale, perdendo 4-2 contro le padrone di casa.

## Palmarès

### Club

#### Competizioni nazionali
- Campionato danese: 6

Brøndby: 2007-2008, 2011-2012, 2012-2013, 2014-2015, 2016-2017, 2018-2019
- Coppa di Danimarca: 5

Brøndby: 2010-2011, 2011-2012, 2012-2013, 2014-2015, 2016-2017